# 민주66
민주66(民主66, 네덜란드어: Democraten 66, D66 데모크라튼 66[*])은 네덜란드의 사회자유주의 정당이다. 이름대로 민주66은 1966년 네덜란드의 지식인들을 대변하기 위해 설립된 정당이며, 초창기 이름은 민주1966이었다. 민주66은 좌파적인 고소득층
지식인(소위 강남좌파)들이 가장 많이 지지하는 정당이기도 하다. 주로 대도시인 헤이그와 암스테르담에서 인기가 많다. 자유민주국민당이나 노동당의 연정파트너 위치에 자리잡고있으며 2019년에도 자유민주국민당, 기독교민주당 아펠과 연정하고있다. 2014년경 노동당이 몰락하며 좌파의 대안으로 떠오르기도 했으나 난민정책에서 애매한 입장을 취해 지지층이 거의 대부분 녹색좌파당으로 옮겨갔다.

## 같이 보기
- 자유민주주의